# Thymidinmonofosfat
Thymidinmonofosfat (TMP) er et nukleotid der består af pyrimidin-basen thymin forbundet til (deoxy-)ribose via en N-glykosidbinding, samt én fosfatenhed bundet til riboseenhedens 5'-position via en fosfatesterbinding.